# Кабанова, Юлия Юрьевна
Юлия Юрьевна Кабанова (род. 3 июня 1968) — российский тренер по адаптивному плаванию, тренер сборной команды России. Заслуженный тренер России.

## Биография
Юлия Юрьевна Кабанова родилась 3 июня 1968 года. С раннего возраста увлекалась спортом, впоследствии сосредоточившись на тренерской деятельности в области адаптивного плавания.
В начале своей профессиональной карьеры работала тренером в Санкт-Петербурге. Постепенно сформировала собственный подход к подготовке спортсменов с поражением опорно-двигательного аппарата (ПОДА), добившись высоких результатов на международной арене.
С начала 2010-х годов Кабанова входит в состав тренерского штаба национальной сборной России по плаванию среди лиц с ПОДА.
На протяжении многих лет работает в СШОР «Экран» (Санкт-Петербург), занимая должность старшего тренера отделения адаптивного плавания.

## Лучшие ученики
- Владимир Даниленко — трёхкратный серебряный призёр Паралимпийских игр (2021, 2024), многократный призёр чемпионата мира, двукратный чемпион Европы, многократный чемпион России среди спортсменов с ПОДА.[6][7]

## Награды и достижения
- Заслуженный тренер России (2021).[2]
- Медаль ордена "За заслуги перед Отечеством" II степени - pа обеспечение успешной подготовки спортсменов, добившихся высоких спортивных достижений на Летних Олимпийских Играх 2020 и  Паралимпийских играх 2020 года в городе Токио (Япония).
- Отличник физической культуры и спорта [8]
- Медали и грамоты региональных и спортивных организаций за вклад в развитие адаптивного спорта и подготовку чемпионов.[9]